# (523725) 2014 MC70
(523725) 2014 MC70 est un objet transneptunien en résonance 6:11 avec Neptune.